# Hami
Hami, Kumul (chiń. upr. 哈密; pinyin Hāmì; ujg. قۇمۇل; Qumul) – miasto na prawach prefektury w północno-zachodnich Chinach, w regionie autonomicznym Sinciang, w kotlinie Hami, przy linii kolejowej z Lanzhou do Urumczi. Liczy ok. 570 tys. mieszkańców. Ważny ośrodek przemysłu wydobywczego; w przeszłości ważny punkt na jedwabnym szlaku.

## Etymologia

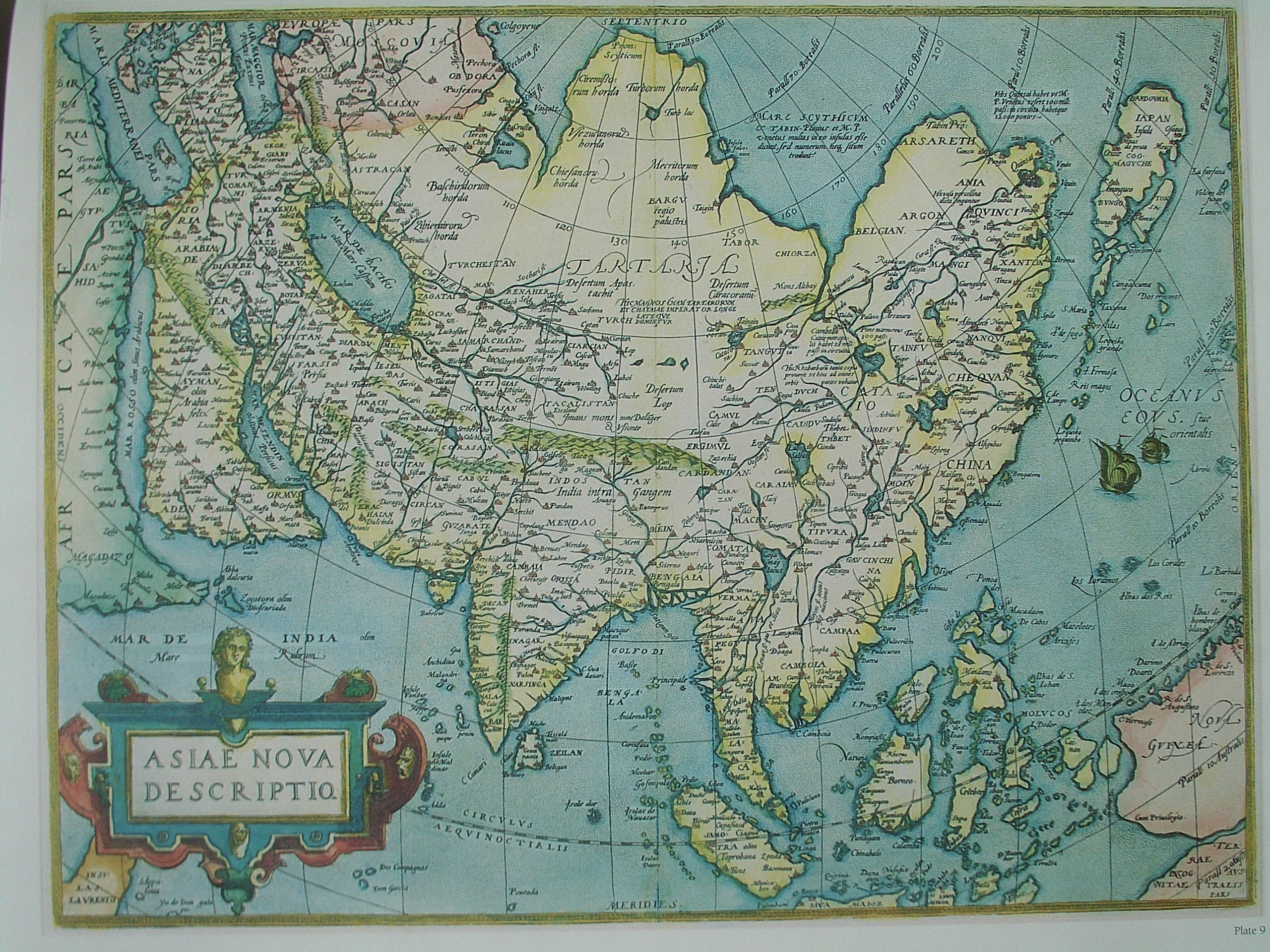
Mapa Abrahama Orteliusa z 1570 roku, na której ukazano Hami pod nazwą Camul.

Pierwotnie miasto było znane Chińczykom jako Yiwu (伊吾). Nazwa Hami pochodzi od mongolskiego Khamil, będącego tłumaczeniem nazwy ujgurskiej. Na europejskich mapach z XVI wieku pojawia się nazwa Camul, która została również użyta przez Matteo Ricciego w jego relacji z wizyty portugalskiego jezuity Bento de Góisa w 1605 roku.

## Historia
Niewiele wiadomo o wczesnej historii Hami. Pierwsze wzmianki o mieście pochodzą z II wieku p.n.e. Znane pod wieloma nazwami, było najczęściej określane przez uczonych z okresu Wschodniej dynastii Han jako Yiwu (伊吾) lub Yiwulu (伊吾卢). Chińczycy wcześnie odkryli walory wynikające z dogodnego położenia miasta, jednak o jego kontrolę musieli rywalizować z plemionami koczowniczymi. W 73 roku Chińczycy utworzyli w mieście komanderię Yiwu (Yihe), aby utrzymać władzę cesarską nad ludami Xiongnu. Jednakże pod koniec I wieku Chińczycy utracili kontrolę nad miastem na rzecz Xiongnu i odzyskali ją ponownie dopiero w 119 roku, kiedy chińska armia, składająca się z około tysiąca żołnierzy, przemaszerowała z miasta Dunhuang i opanowała Hami, tworząc tam garnizon. Sąsiedni władcy, w tym król Turfanu, miasta-państwa leżącego na północy, zaoferowali swoje posłuszeństwo względem chińskiego cesarza, jednak wkrótce potem plemiona koczownicze zaatakowały i zniszczyły garnizon Yiwu. Garnizon odbudowano, ale w 151 roku został najechany przez plemię Huyan Xiongnu z Barkolu; dzięki dużym staraniom chińskich żołnierzy udało się go obronić.
Kilka lat później Xiongnu zostali zneutralizowani przez inne plemię i nastąpił okres pokoju. Hami stało się ważnym miastem na jedwabnym szlaku. Nawet po upadku dynastii Han poszczególne plemiona koczownicze były zbyt zajęte walką pomiędzy sobą, aby próbować podbić miasta i oazy na szlakach handlowych. W tym czasie pojawiły się nowe mocarstwa, szukające możliwości przejęcia kontroli nad strategicznym miastem Hami. W 456 roku Tuoba, jedno z plemion Xianbei, które założyło Północną dynastię Wei (386–535) i zjednoczyło północne Chiny, zajęło Hami, skąd dwa lata później rozpoczęło najazd na lud Rouran, który wcześniej zaatakował terytorium Tuoba. W VI wieku królestwo Północnej dynastii Wei zostało podzielone a tereny w pobliżu Hami przeszły pod kontrolę tureckiego kaganatu zachodniego. Hami na przemian znajdowało się pod panowaniem kaganatu wschodniego i zachodniego, które spierały o się o ten obszar.
Dopiero za panowania dynastii Tang (618–907) odzyskali Chińczycy kontrolę nad zachodnimi szlakami handlowymi. Miasto zostało przez nich zajęte w 610 oraz w 630 roku, kiedy stało się siedzibą prefektury o nazwie Yizhou (伊州). W tym czasie Hami odwiedził chińskim mnich buddyjski i pielgrzym Xuanzang, który spędził tam kilka tygodni, odpoczywając po przemierzeniu pustyni Gobi. Oprócz tego do miasta przybywali muzułmańscy misjonarze z Bliskiego Wschodu. Hami pozostało pod panowaniem Chińczyków do 763 roku, kiedy Tybetańczycy najechali na północno-zachodnie Chiny.
Kaganat ujgurski, który powstał w 744 roku, nie obejmował terytorium Hami, lecz w 840 roku, po upadku kaganatu, grupa Ujgurów wyemigrowała na zachód i osiedliła się na wschodnich zboczach Tienszanu, a wkrótce potem dotarła w okolice Turfanu i Hami. Ostatecznie w IX wieku Hami przeszło pod panowanie Ujgurów. Miejscowa ludność nie-turecka zaczęła stopniowo przejmować język ujgurski, a region ten stał się znany jako Ujguristan. Wydaje się, że w rejonie panowała duża tolerancja religijna, ponieważ od X wieku wspólnie żyli tam buddyści, muzułmanie, manicheiści, nestorianie i poganie. Społeczności buddyjskie pozostały na tym terenie aż do początku XV wieku, kiedy islam stał się dominującą religią w regionie. Ujgurzy wywarli również duży wpływ kulturowy na tym obszarze; na przykład, po podboju terenów ujgurskich przez Mongołów w XIII wieku, przejęto alfabet ujgurski do zapisu języka mongolskiego.
W średniowieczu Hami znalazło się pod wpływem różnych koczowniczych plemion mongolskich. W XIII wieku mongolskie posiadłości, w tym Hami, zostały zjednoczone przez Czyngis-chana. Po śmierci władcy i podziale imperium mongolskiego, Hami przeszło pod władanie Czagataja, jego drugiego syna. Miasto pozostało w posiadaniu potomków Czagataja przez całe następne stulecie. Pod władzą mongolską, na szlakach handlowych odrodziła się komunikacja z Europę; po raz kolejny Hami stało się ważnym ośrodkiem na jedwabnym szlaku.

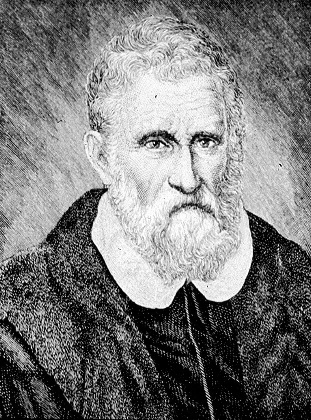
Marco Polo

W latach 70. XIII wieku odwiedził Hami Marco Polo i dokonał opisu miasta, które przyciągało przybyszów, m.in. bujnymi ogrodami i owocami, zwłaszcza melonami. Polo pisze: „Mieszkańcy są czcicielami bożków i mówią swoim specyficznym językiem. Utrzymują się z owoców ziemi, których mają dostatek i które ofiarują podróżnym, aby zaspokoić ich potrzeby. Ludzie są uzależnieni od przyjemności i nie zajmują się prawie niczym innym, jak tylko graniem na instrumentach, śpiewem, tańcem, czytaniem, pisaniem... i poszukiwaniem, w skrócie, wszelkich form rozrywki.” Marco Polo opisuje także daremne próby mongolskiego chana, który starał się zmusić mieszkańców do zaprzestania zwyczaju oferowania własnych kobiet przybyszom goszczącym w mieście.
W 1368 roku dynastia Ming doszła do władzy, wypierając Mongołów, którzy rządzili dotąd Chinami. Początkowo jednak Hami nie znajdowało się pod bezpośrednią kontrolą Mingów. W 1390 roku władca Hami otrzymał poselstwo z chińskiego dworu i zgodził się płacić haracz w koniach (handel końmi był w Hami bardzo ważny). W następnym roku relacje pomiędzy Chinami a Hami stały się napięte, kiedy władca Hami zażądał możliwości zorganizowania targów koni, jednak chiński cesarz Hongwu z jakichś powodów uznał to żądanie za niestosowne. Wojska Mingów zostały wysłane na Hami i odniosły zwycięstwo. Po objęciu władzy w Chinach przez cesarza Yongle, dwór cesarski dążył do poprawy stosunków z Hami w celu zapewnienia sobie dostaw koni wojskowych. W 1406 roku utworzono w Hami chińską komanderię, lecz region w dalszym ciągu pozostał pod rządami lokalnych władców, którzy wysyłali haracz na dwór chiński. W okresie pokoju rozwijał się handel.
Hami stało się jednak po raz kolejny przedmiotem zainteresowań mongolskich koczowników. W połowie XV wieku Ojraci z północno-zachodniej Mongolii podbijali stepy. Pod dowództwem Esena przenieśli się na zachód, żeby zabezpieczyć swoją granicę. W roku 1443 trzy tysiące Ojratów zaatakowało Hami i pojmało matkę i żonę miejscowego władcy. Esen chciał go przekonać do złożenia wizyty w obozie Ojratów i zaakceptowania ich zwierzchności, ten jednak odmówił. Mingowie ostro protestowali przeciwko rajdowi Ojratów i Esen, nie chcąc w tym momencie rzucać wyzwania Chinom, ostatecznie zwolnił szlachetnych więźniów. Niemniej w roku 1445 powtórzył atak na Hami, znowu zagarniając matkę i żonę władcy oraz zapraszając go do złożenia wizyty. Ostatecznie po zapewnieniu Mingów, że nigdy nie przystanie na żądania Esena, władca Hami wyruszył na tereny Ojratów w roku 1448 i pozostał tam na dłuższy czas jako członek świty ich wodza.
Nastąpił jeden z najbardziej burzliwych okresów w historii politycznej Hami. Po śmierci Esena w 1463 roku, region został najechany przez plemiona koczownicze, a miejscowy chan uciekł z miasta. Rodzina rządząca powróciła do władzy po trzech latach dzięki pomocy Chin. Następnie, w 1473 roku, władca Turfanu, 'Ali, zaanektował Hami. Mingowie uważali władcę Hami, Hanshana, za swojego wasala i udzielili mu pomocy, wysyłając wojska do Hami i zmuszając 'Alego do wycofania się. Jednakże wkrótce po odwrocie chińskich oddziałów, 'Ali zajął miasto ponownie. Niemniej jednak zdawał sobie sprawę, że utrzymanie władzy nad Hami jest niepewne i wysłał w 1476 roku poselstwo z hołdem dla dworu chińskiego. W 1482 roku władzę w Hami z powrotem odzyskał Hanshan, jednak sześć lat później zginął w pułapce, urządzonej przez Ahmeda, syna 'Alego, który objął władzę w regionie. Rok później, następcy Hanshana odzyskali Hami, jednak w 1493 roku Ahmed pojmał nowego władcę, jak również chińskiego rezydenta, którzy stali się jego zakładnikami. W akcie gniewu, chiński dwór zamknął granice z Turfanem i wstrzymał handel, wypędzając przy tym wszystkich ujgurskich kupców z pobliskiego regionu Gansu. Doprowadziło to do tak dużej niechęci wobec Ahmeda, że ostatecznie został zmuszony do odejścia. W 1513 roku władca Hami podporządkował się chanowi Mansurowi, starszemu synowi Ahmeda, i w 1517 roku Mansur osiedlił się w Hami; miasto służyło jako baza wypadowa podczas najazdów na terytorium Chin.
Pod koniec XVII wieku Dżungarowie utworzyli Chanat Dżungarski i stali się główną potęgą w Azji Centralnej. Pod przywództwem Galdana, Dżungarowie przejęli Turfan i Hami. W tym czasie do władzy w Chinach doszła mandżurska dynastia Qing. Sprawujący rządy cesarz Kangxi chciał ponownego przywrócenia władzy chińskiej we wschodnim Turkiestanie. W 1690 i 1695 roku wysłał wojska przeciwko Galdanowi, którym udało się pokonać dżungarskie siły. Po śmierci Galdana w 1697 roku, cesarz nie starał się umocnić chińskiej władzy w Dżungarii, lecz zapewnił istnienie swoich wpływów w Hami, przekonując muzułmańskiego chana Hami, 'Abd-Allaha Tarkhan-bega, do uznania swojej zwierzchności. W mieście ustanowiono chiński garnizon. Mimo to, miasto było kilkukrotnie atakowane przez Dżungarów na początku XVIII wieku.

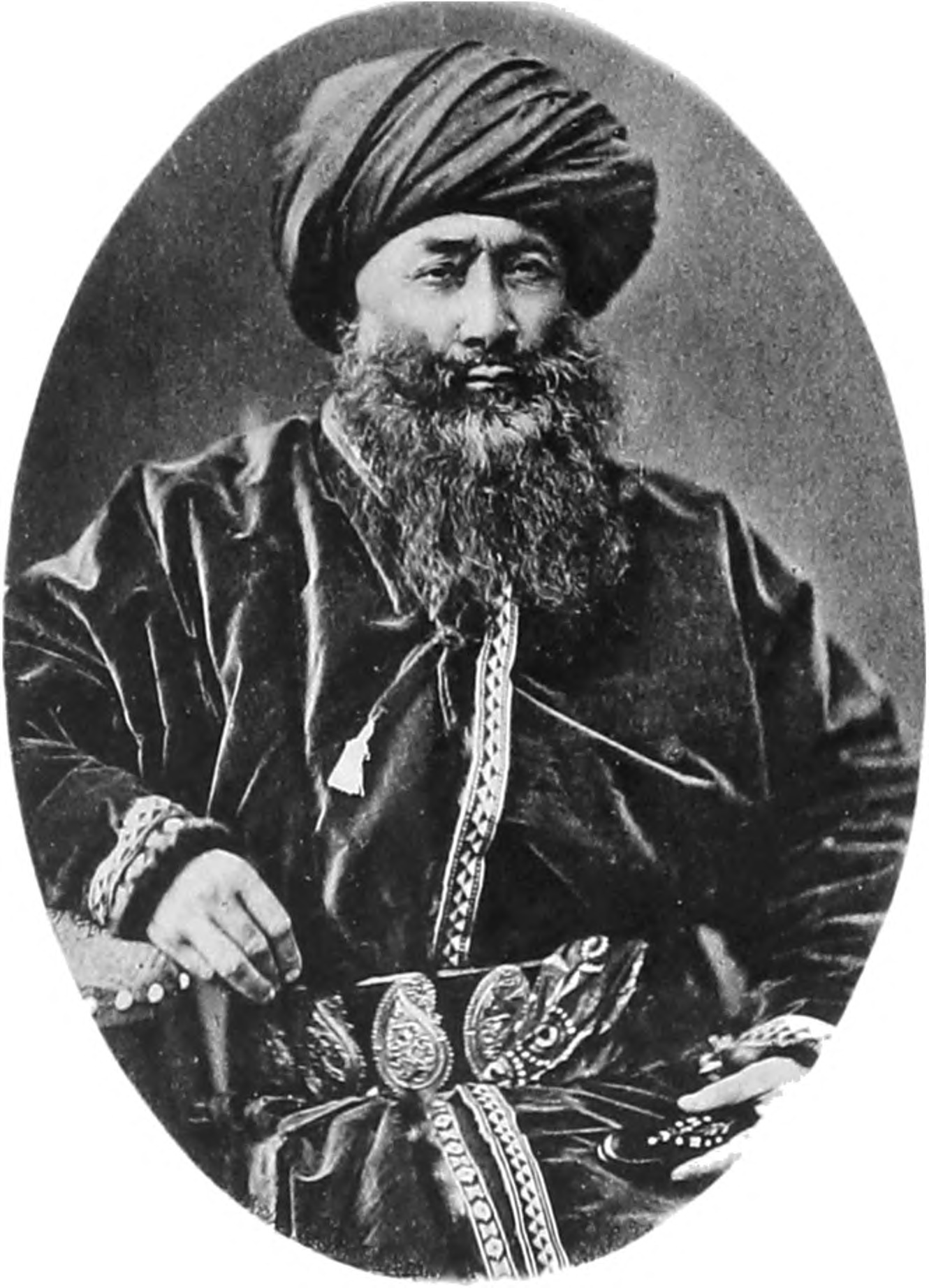
Jakub Beg

W 1755 roku, w czasie panowania cesarza Qianlonga, ostatecznie zdecydowano się na zajęcie dżungarskiego regionu, na północ od gór Tienszan. Hami nie stawiło prawie żadnego oporu, a rodzina rządząca wspomogła Qingów w ich późniejszym podboju Kotliny Tarymskiej. Odtąd Hami było ważnym centrum zaopatrzenia dla wojsk chińskich, które przez cały XIX wiek były wysyłane do Turkiestanu Wschodniego, w celu tłumienia buntów. W 1865 roku, Hami na krótko przeszło pod władanie kaszgarskiego buntownika Jakuba Bega, który w latach 1862–75 podbił dużą część Sinciangu. Miasto znalazło się jednak szybko pod kontrolą Chińczyków i stało się strategiczną siedzibą, z której chiński generał Zuo Zongtang kierował akcją odzyskania Turkiestanu Wschodniego w latach 1875–77. W 1884 roku Turkiestan Wschodni został oficjalnie przyłączony do Chin jako prowincja Sinciang, lecz Hami pozostało półautonomicznym księstwem i mogło zachować swojego chana oraz miejscowe elity w uznaniu za usługi świadczone przez lokalnych władców w czasie osiemnastowiecznych kampanii. Ludność Hami składała się wówczas, podobnie jak dziś, z Huiów, Chińczyków Han i Tureckich Muzułmanów, których starą nazwę Ujgurzy zaczęto używać dopiero w 1935 roku.

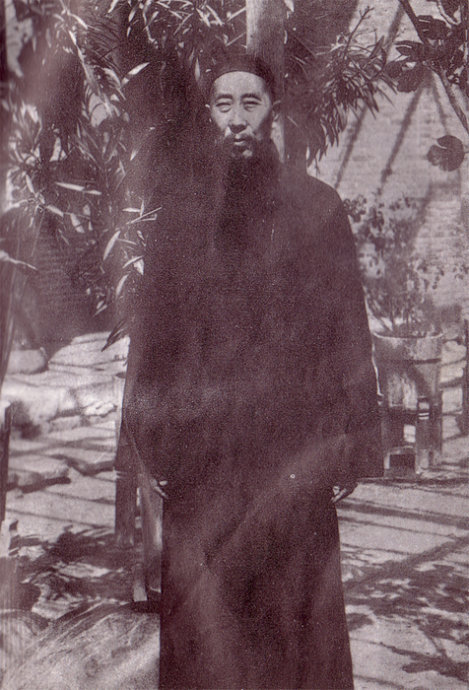
Jin Shuren

Wraz z upadkiem dynastii Qing i początkiem okresu republikańskiego, Hami pozostało, przynajmniej nominalnie, pod władzą lokalną. W rzeczywistości był to ostatni chanat w Turkiestanie Wschodnim. Brytyjskie misjonarki, Mildred Cable i Francesca French, przebywając w Aratam, letniej rezydencji chana Hami, leżącej na północ od miasta, zanotowały o śmierci ostatniego chana w marcu 1930 roku. Gubernator prowincji, Jin Shuren, zadecydował, że jest to odpowiedni moment do rozwiązania państwa Hami. Następca tronu Hami został wezwany do Urumczi, stolicy prowincji, gdzie postanowiono, że Hami zostanie podzielone na trzy dystrykty; nowy chan otrzymał wtedy nominalny tytuł wysokiego doradcy gubernatora i został zmuszony do pozostania w Urumczi. Dawne państwo miało duże znaczenie religijne, ale również i świeckie dla Tureckich Muzułmanów. 

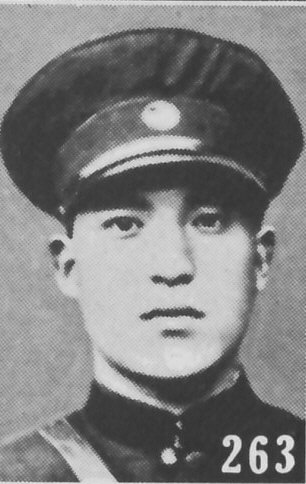
Ma Zhongying

Wieści o uwięzieniu sukcesora w Urumczi zwiększyły ilość skarg na skorumpowanych urzędników i poborców podatkowych. W 1931 roku Tureccy Muzułmanie z Hami zbuntowali się i oblegli lokalne oddziały wojska. Natychmiast na miejsce wysłano siły rządowe, co znacznie pogorszyło sytuację buntowników. Zdając sobie sprawę z nieuchronnej porażki, powstańcy z Hami wysłali po pomoc do Ma Zhongyinga, chińskiego muzułmanina i generała, stacjonującego w Gansu. Ma przeprowadził 43 ataki na chiński garnizon w Hami. Dwa lata później wrócił do Hami i przez krótki czas zarządzał zrujnowanym miastem, zanim ruszył na podbój całej prowincji. Hami uległo poważnym zniszczeniom, w ruinę popadł m.in. pałac chana wraz z ogrodami.
Władzom prowincji udało się ostatecznie odzyskać kontrolę nad Hami, jednak dokonały tego z pomocą wojsk radzieckich. Gubernator Sheng Shicai, następca Jin Shurena, był zadowolony z dobrych stosunków ze Związkiem Radzieckim. W latach 1937–43 w mieście stacjonował 8 Pułk Armii Czerwonej.
Po zakończeniu II wojny światowej pojawiły się dążenia do nadania Ujgurom autonomii w Sinciangu, jednak wojna domowa pomiędzy chińskimi komunistami i narodowcami z Kuomintangu zepchnęła tę sprawę na dalszy plan. Po swoim zwycięstwie, komuniści wciąż mieli problemy z Ujgurami, którzy nie utożsamiali się z narodem chińskim. 1 października 1955 roku Sinciang stał się Ujgurskim Regionem Autonomicznym, mimo to pozostał częścią Chin. Pretensje Ujgurów do rządu chińskiego wzrosły w okresie rewolucji kulturalnej Mao Zedonga (1966–75), kiedy to zamknięto meczety. Po śmierci Mao w 1976 roku, jego następcy dopuścili do ponownego otwarcia meczetów. Żądania Ujgurów o niepodległość trwały do lat 90., jednak zostały one nieco zahamowane przez polepszenie sytuacji gospodarczej, spowodowane rozwojem przemysłu w regionie i odkryciem złóż ropy naftowej w Kotlinie Turfańskiej i kotlinie Hami.
18 lutego 2016 roku Hami zostało podniesione do rangi miasta na prawach prefektury i powiększone o terytorium prefektury Hami.

## Geografia
Hami leży w północno-wschodnim Sinciangu, w północnej części kotliny Hami, na wschód od pasma Bogda Shan (przedłużenie Tienszanu), u podnóża gór Ha’erlike Shan, na wysokości ok. 820 m n.p.m. Miasto jest oazą, wokół miasta dominuje krajobraz pustynny i półpustynny. Sieć rzeczna jest uboga, występują pojedyncze rzeki epizodyczne, spływające z gór Ha’erlike Shan oraz solniska. W regionie znajdują się duże zasoby węgla kamiennego i ropy naftowej.

### Klimat
Klimat Hami, podobnie jak w całym Sinciangu, jest suchy i skrajnie kontynentalny. Średnie temperatury w styczniu poniżej zera, temperatury lipcowe są wysokie i przekraczają 20°. Opady występują rzadko i są niewielkie; średnie roczne opady wynoszą od 40 do 45 mm. Wilgotność w tym regionie nie wykracza poza granicę 60%.
| Miesiąc                            | Sty | Lut | Mar | Kwi | Maj | Cze | Lip | Sie | Wrz | Paź | Lis | Gru | Roczna |
| ---------------------------------- | --- | --- | --- | --- | --- | --- | --- | --- | --- | --- | --- | --- | ------ |
| Średnie temperatury w dzień [°C]   | -5  | 3   | 13  | 20  | 26  | 32  | 34  | 33  | 28  | 18  | 7   | -1  | 17     |
| Wilgotność [%]                     | 60  | 49  | 35  | 27  | 27  | 31  | 33  | 35  | 34  | 37  | 48  | 59  | 40     |
| Źródło: Weatherbase.com 2010-05-07 |     |     |     |     |     |     |     |     |     |     |     |     |        |

## Podział administracyjny
Prefektura miejska Hami podzielona jest na:
- dzielnicę: Yizhou,
- powiat: Yiwu,
- powiat autonomiczny: Barkol.

## Gospodarka
Do połowy XX wieku Hami, podobnie jak cały Sinciang, było słabo rozwinięte. Podstawę gospodarki stanowiło rolnictwo i ekstensywna hodowla. Rozwój nastąpił dopiero w latach 50., kiedy do miasta doprowadzono linię kolejową i drogi. Hami stało się wówczas ważnym producentem stali i żelaza.

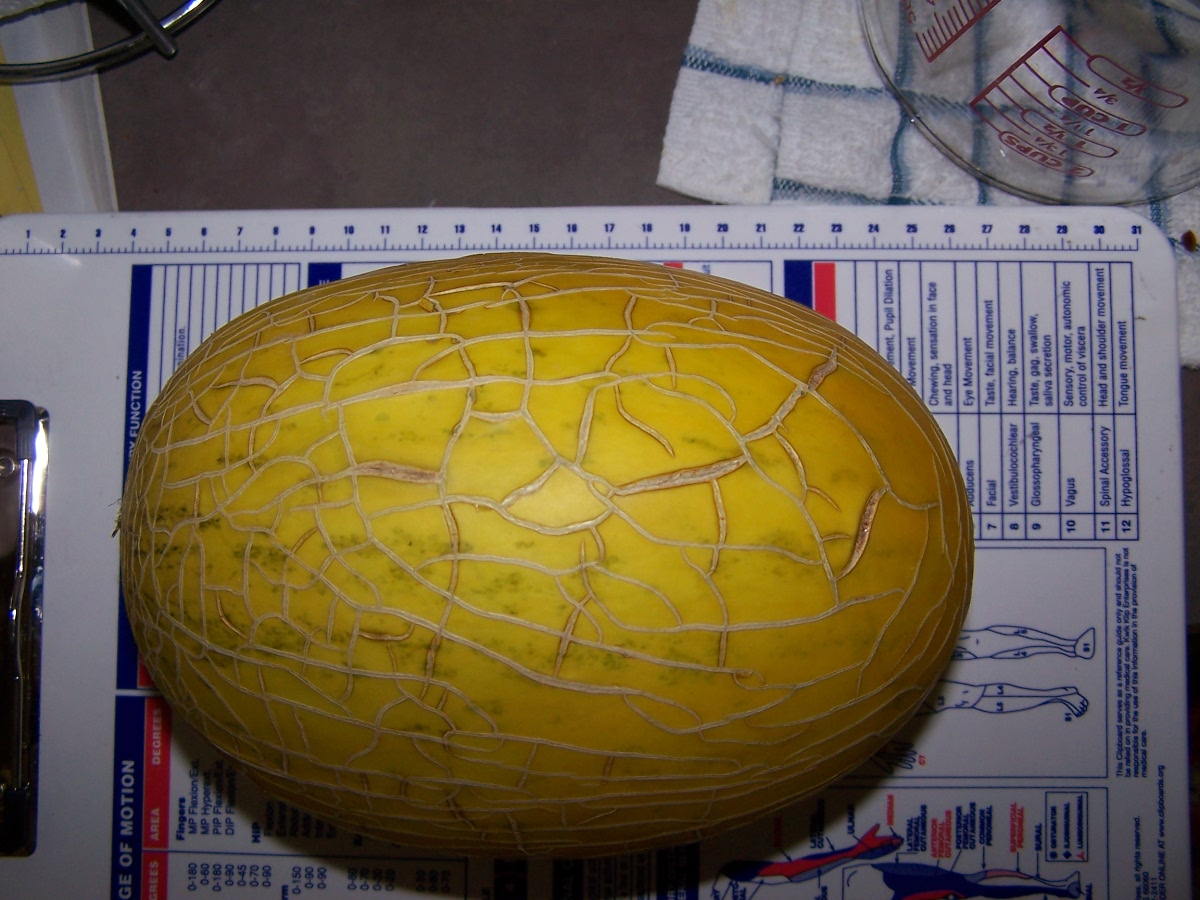
Melon z Hami

Obecnie gospodarka miasta opiera się przede wszystkim na przemyśle wydobywczym. Hami jest ważnym ośrodkiem wydobycia węgla kamiennego. Węgiel pochodzący z okolicznych kopalni, posiadających znaczne rezerwy surowca, jest transportowany i wykorzystywany głównie w Urumczi. W Hami eksploatuje się także złoża ropy naftowej, gazu ziemnego, rud metali nieżelaznych i granitu. W mieście rozwinął się również przemysł włókienniczy i maszynowy. W Hami mieszczą się zakłady sodowe, przerabiające sól z pustynnych słonych jezior.
W oazach uprawiane są winogrona i melony, zwłaszcza tzw. melony z Hami (hami gua), będące bardzo słodką odmianą melona popularną w Chinach. W mieście produkowane są rodzynki. W mieście znajduje się port lotniczy Hami.